# Toholampi
Toholampi è un comune finlandese di 2903 abitanti, situato nella regione dell'Ostrobotnia Centrale.